# Albert E. Prebus
Albert E. Prebus, Ph.D., D.Sc., Hon. (1913 – Columbus, Ohio, 16 de dezembro de 1997), foi, conjuntamente com James Hillier, quem projetou e construiu o primeiro microscópio eletrônico de alta resolução bem sucedido na América do Norte em 1938, sob a orientação do professor Eli Burton.